# Edward McCluskey
Edward J. McCluskey (Nova Iorque, 16 de outubro de 1929 – 13 de fevereiro de 2016) foi um engenheiro estadunidense. Foi um pioneiro no campo da engenharia elétrica, professor da Universidade Stanford.

## Biografia
McCluskey trabalhou com sistemas de chaveamento eletrônico nos Bell Labs de 1955 a 1959. Em 1959 foi para a Universidade de Princeton, onde foi professor de engenharia elétrica e diretor do centro de computação da universidade. Em 1966 foi para a Universidade Stanford, onde tornou-se professor emérito de engenharia elétrica e ciência da computação, bem como diretor do Centro de Computação Confiável (Center for Reliable Computing). Fundou o Stanford Digital Systems Laboratory (atual Computer Systems Laboratory) em 1969 e o Stanford Computer Engineering Program (atual Computer Science MS Degree Program) em 1970. Orientou mais de 70 estudantes de doutorado.

## Awards and honors
Recebeu o Prêmio Emanuel R. Piore IEEE de 1996.
Foi fellow do Instituto de Engenheiros Eletricistas e Eletrônicos (IEEE), da Associação Americana para o Avanço da Ciência (AAAS) e da Association for Computing Machinery (ACM). Foi eleito membro da Academia Nacional de Engenharia dos Estados Unidos (NAE) (1998).